# Dominik Tóth

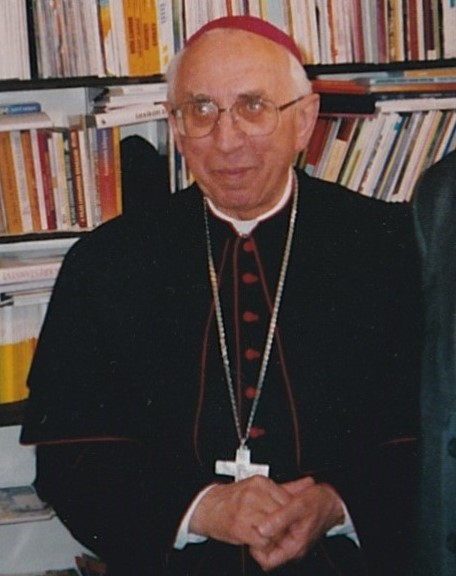
Dominik Tóth

Dominik Tóth (* 3. August 1925 in Kostolný Sek; † 16. Mai 2015 in Nitra) war ein slowakischer römisch-katholischer Geistlicher und Weihbischof im Erzbistum Trnava.

## Leben
Dominik Tóth empfing am 12. Juni 1949 in Bratislava die Priesterweihe und wurde in die Apostolische Administratur Trnava ordiniert. 1949 wurde er Kaplan in Komárno. 1952 wechselte er in das Ordinariat in Trnava. 1964 wurde er Pfarrer in Plavecký Peter. Seit 1968 arbeitete er als Administrator in Levice und ab 1970 in Dunajská Lužná.
Von 1973 bis 1977 wurde er durch das kommunistische Regime mit einem Berufsverbot belegt und an der Durchführung des priesterlichen Dienstes gehindert. 1977 wurde er Kaplan in Vráble, ab 1981 Pfarrverwalter in Dolný Pial. Am 13. Mai 1989 wurde er zum Generalvikar von Trnava ernannt.
Papst Johannes Paul II. ernannte ihn am 17. März 1990 zum Weihbischof in Trnava und Titularbischof von Ubaba. Der Erzbischof von Trnava, Ján Sokol, spendete ihm am 16. April desselben Jahres die Bischofsweihe; Mitkonsekratoren waren Ján Chryzostom Korec SJ, Bischof von Nitra, und František Tondra, Bischof von Spiš.
Am 2. April 2004 nahm Papst Johannes Paul II. seinen altersbedingten Rücktritt an.